# Marisque (médecine)

Schéma d'une marisque.

Une marisque est une petite excroissance de chair de la marge de l'anus, grande de quelques millimètres, voire 2 à 3 centimètres. C'est la cicatrice d'une thrombose hémorroïdaire. Le nom vient du latin marisca désignant une espèce de figue.

## Aspect clinique
La marisque se présente comme une petite boursouflure de peau indolore, à la marge de l'anus. Au toucher cette boursouflure se présente comme un petit sac de peau, vide et mou, pendant à la peau, assez semblable à l'image d'une figue trop mure encore sur l'arbre. Il peut y avoir plusieurs marisques en couronne autour de l'anus, résultantes d'une longue histoire hémorroïdaire du patient.

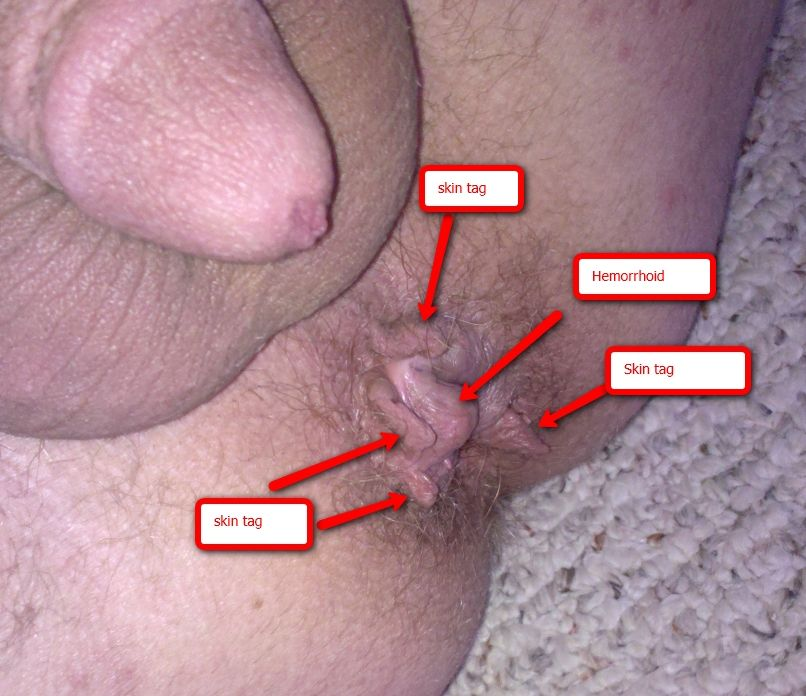
Image d'un patient présentant une hémorroïde et 4 marisques (en anglais "skin tag").

## Origine
La marisque est la cicatrice, restant après guérison, soit d'une thrombose d'une hémorroïde externe, soit d'une hémorroïde interne qui s'est extériorisée dans le cadre d'un prolapsus. Lorsque le caillot de sang qui remplit l'hémorroïde se dissout, le sac de peau qui le contenait se dessèche, se fibrose et devient marisque,.

## Troubles associés
Une marisque volumineuse ou des marisques nombreuses, gênent l'hygiène locale, voire l'image corporelle du patient. Les marisques peuvent faciliter une macération source de prurit, voire d’eczéma. 
Dans certains cas, les marisques peuvent être inflammatoires et alors conduire au diagnostic de Maladie de Crohn anale,.